# IESCO

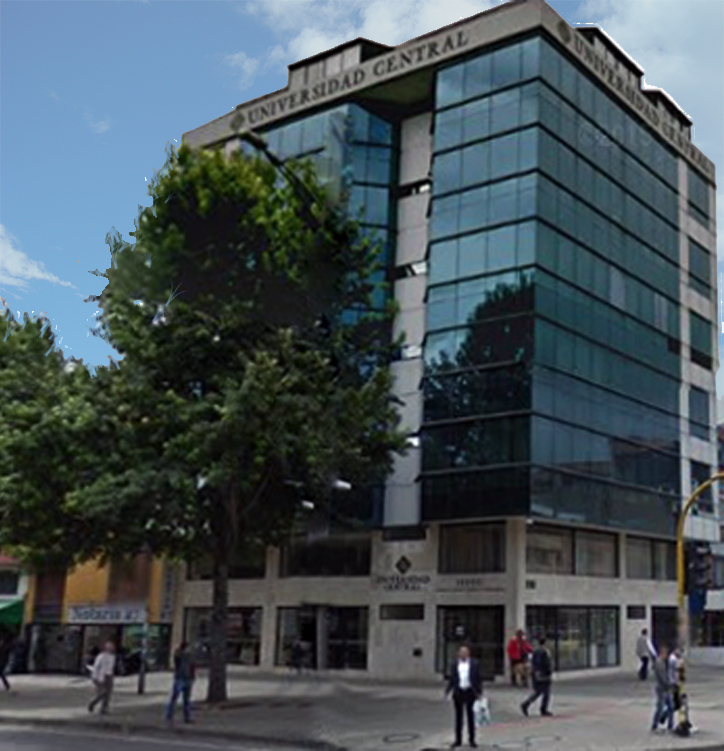
IESCO Instituto de Estudios Sociales Contemporáneos.

## Instituto de Estudios Sociales Contemporáneos
El Instituto de Estudios Sociales Contemporáneos de la Universidad Central está encargado de promover procesos de generación de conocimiento científico y crítico, de excelencia, de relevancia social, con énfasis en la dimensión cualitativa y que privilegie la perspectiva inter y transdiciplinaria en los ámbitos de los estudios sociales contemporáneos. Así mismo, promover procesos de formación en los ámbitos de los estudios sociales, con una perspectiva transdisciplinaria.

## Historia
El Instituto de Estudios Sociales Contemporáneos (Iesco) surge en 1985 como el Departamento de Investigaciones de la Universidad Central (DIUC), lo que hace explícita la convicción de la Dirección de la Universidad sobre el papel definitivo de la investigación como una función básica de la educación superior, junto con la docencia y la interacción social. El DIUC, ubicado como instancia de la Rectoría, contribuyó a impulsar y a hacer realidad la investigación en las diversas carreras de la Universidad al promover una cultura investigativa al interior de esta.
En 2004, el Consejo Superior de la Universidad, mediante el Acuerdo N.º 08 del 23 septiembre, aprueba la reconstitución del Departamento de Investigaciones como Instituto de Estudios Sociales Contemporáneos de la Universidad Central (Iesco), convirtiéndose así en una unidad académica cuyas funciones primordiales están ligadas, desde entonces, a la investigación en problemas y debates de las ciencias sociales y a la formación en estas áreas en los niveles de pregrado, maestría y doctorado. Más adelante, en marzo de 2007, la Universidad adscribe el Iesco a la Facultad de Ciencias Sociales, Humanidades y Arte.
Luego de más de dos décadas de trabajo continuo, el Instituto cuenta con una sólida experiencia en investigación, en diferentes espacios de comunicación y en interacción social, forjados a partir de la consolidación de sus líneas activas de investigación (Jóvenes y Culturas Juveniles; Socialización y Violencia; Comunicación-Educación; Género y Cultura, y Conocimientos e Identidades Culturales).
Dentro de los logros del Iesco se cuentan la revista Nómadas (que se edita desde 1994), varios programas de formación (entre ellos la Maestría en Investigación en Problemas Sociales Contemporáneos), un centro de documentación especializado en ciencias sociales (cerca de 40 investigaciones de diferentes campos de las ciencias sociales), más de 25 publicaciones editoriales, diversas asesorías en diferentes áreas sectoriales y poblacionales y un amplio número de seminarios y encuentros académicos locales, nacionales e internacionales.

## Centro de documentación del IESCO
Fue creado en 1998 desde las líneas de investigación del entonces Departamento de Investigaciones de la Universidad Central (DIUC), hoy Instituto de Estudios Sociales Contemporáneos (Iesco), como una herramienta de gestión del conocimiento y como soporte documental para el desarrollo de los programas de formación de pregrado y posgrado de la Universidad.

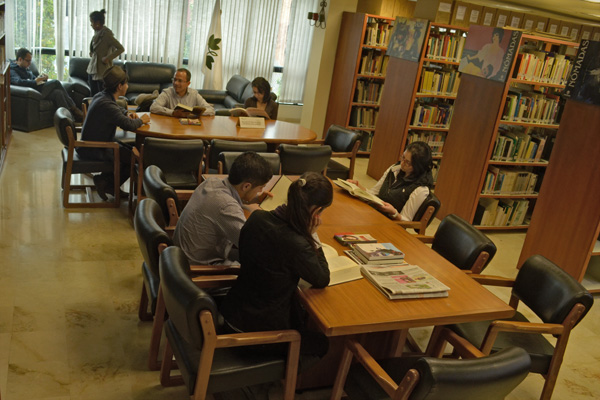
Centro de documentación IESCO

El CDE del Iesco es hoy una unidad de información que presta servicios públicos conforme a las directrices y reglamentos de la Biblioteca de la Universidad. Tiene por objeto organizar en forma técnica y adecuada la colección bibliográfica, proporcionar información y conocimientos a los estudiantes, docentes, investigadores y, en general, al personal de la comunidad unicentralista como también al personal externo a la Institución. Busca, igualmente, ser un núcleo de interacción social con otros institutos de investigación, universidades y centros de documentación.
En noviembre de 2006, la Universidad inauguró en este Centro de Documentación la Sala Virginia Gutiérrez de Pineda y Roberto Pineda Giraldo, la cual está conformada por la biblioteca personal de estos dos importantes científicos sociales colombianos, donada por el doctor Roberto Pineda Giraldo.
Como forma de promover la Sala Virginia Gutiérrez de Pineda y Roberto Pineda Giraldo, y exaltar el trabajo desarrollado por estos dos importantes científicos, la Facultad de Ciencias Sociales, Humanidades y Arte y el Iesco realizan mensualmente en el CDE una Tertulia Académica, en la cual se debaten diversos temas de las Ciencias Sociales y donde participan destacados investigadores del ámbito social.

### Colecciones
- Colección audiovisual: integrada por alrededor de 200 materiales en formato DVD, CD-ROM, VHS y casetes de audio.
- Colección de tesis: comprende los trabajos de grado, impresos y en CD-ROM de la Especialización en Comunicación-Educación del Iesco, realizadas entre 1998 y 2004, y de los egresados de la Maestría en Investigación en Problemas Sociales Contemporáneos.
- Colección general: conformada por aproximadamente 3.300 libros y documentos especializados en las distintas áreas del conocimiento de las Ciencias Sociales, incluidas las colecciones del Iesco (investigaciones, encuentros, documentos de trabajo y voces externas) y material publicado por la Universidad.
- Colección Virginia Gutiérrez de Pineda y Roberto Pineda Giraldo: integrada por cerca de 4.500 ejemplares de libros, revistas especializadas y documentos de trabajo (manuscritos y trabajos inéditos) de la biblioteca personal de estos dos científicos. Abarca temas relacionados con antropología cultural, estudios sobre familia, medicina popular, infancia, transformaciones de género, estudios regionales, planificación urbana y otros temas referentes al desarrollo de la etnografía y la etnología en Colombia.
- Hemeroteca: reúne alrededor de 150 títulos de publicaciones periódicas especializadas, boletines, folletos, etc., adquiridas por procesos de compra, donación y canje, nacionales e internacionales.
- Informes finales de investigación: corresponde a los informes elaborados por las líneas de investigación del Iesco antes de ser publicados en sus series editoriales.[2]

## Weblinks
- Wikimedia Commons alberga una categoría multimedia sobre IESCO.
- INVESTIGACION (enlace roto disponible en Internet Archive; véase el historial, la primera versión y la última).
- Historia-Universidad Central
- http://www.ucentral.edu.co/

- Datos: Q20022253

1. ↑  Instituto de Estudios Sociales Contemporáneos
2. ↑  www.ucentral.edu.co (enlace roto disponible en Internet Archive; véase el historial, la primera versión y la última).